# Odense Badgers
Gli Odense Badgers sono una squadra di football americano di Odense, in Danimarca, fondata nel 2017 in seguito alla fusione tra gli Odense Thrashers e gli Odense Swans.
Fanno parte della polisportiva Bolbro G&IF (come i Thrashers prima di loro).

## Dettaglio stagioni

### Tackle football

#### Tornei

##### Tornei nazionali

###### Nationalligaen
| Stagione | regular season | regular season | regular season | regular season | regular season | regular season | playoff | playoff | playoff | playoff | playoff | playoff   | playoff    |
|          | Vin            | Par            | Per            | Tot            | PF             | PS             | Vin     | Per     | Tot     | PF      | PS      | risultato | avversaria |
| -------- | -------------- | -------------- | -------------- | -------------- | -------------- | -------------- | ------- | ------- | ------- | ------- | ------- | --------- | ---------- |
| 2019     | 2              | 0              | 8              | 10             | 142            | 444            | -       | -       | -       | -       | -       | -         | -          |
| Totale   | 3              | 0              | 17             | 20             | 109            | 808            | 0       | 1       | 1       | 0       | 27      |           |            |

Fonti: Enciclopedia del Football - A cura di Roberto Mezzetti

###### Kvalifikations Ligaen/1. division
| Stagione | regular season | regular season | regular season | regular season | regular season | regular season | playoff | playoff | playoff | playoff | playoff | playoff           | playoff              |
|          | Vin            | Par            | Per            | Tot            | PF             | PS             | Vin     | Per     | Tot     | PF      | PS      | risultato         | avversaria           |
| -------- | -------------- | -------------- | -------------- | -------------- | -------------- | -------------- | ------- | ------- | ------- | ------- | ------- | ----------------- | -------------------- |
| 2017     | 6              | 0              | 2              | 8              | 257            | 97             | 0       | 1       | 1       | 7       | 14      | Non promossi      | Copenhagen Tomahawks |
| 2018     | 3              | 0              | 1              | 4              | 79             | 48             | -       | -       | -       | -       | -       | Campioni/Promossi | -                    |
| 2020     | 1              | 0              | 2              | 3              | 44             | 83             | -       | -       | -       | -       | -       | [ 1 ]             | -                    |
| 2021     | 5              | 0              | 1              | 6              | 174            | 70             | 1       | 1       | 2       | 41      | 28      | Semifinale        | Herlev Rebels        |
| 2022     | 2              | 0              | 4              | 6              | 128            | 130            | -       | -       | -       | -       | -       | -                 | -                    |
| 2023     | 3              | 0              | 5              | 8              | 92             | 177            | 0       | 1       | 1       | 14      | 41      | Semifinale        | Herlev Rebels        |
| 2024     | 1              | 0              | 6              | 7              | 52             | 265            | -       | -       | -       | -       | -       | -                 | -                    |
| Totale   | 21             | 0              | 21             | 42             | 826            | 870            | 1       | 3       | 4       | 62      | 83      |                   |                      |

Fonti: Enciclopedia del Football - A cura di Roberto Mezzetti

###### 2. division
| Stagione | regular season | regular season | regular season | regular season | regular season | regular season | playoff | playoff | playoff | playoff | playoff | playoff                                    | playoff          |
|          | Vin            | Par            | Per            | Tot            | PF             | PS             | Vin     | Per     | Tot     | PF      | PS      | risultato                                  | avversaria       |
| -------- | -------------- | -------------- | -------------- | -------------- | -------------- | -------------- | ------- | ------- | ------- | ------- | ------- | ------------------------------------------ | ---------------- |
| 2014     | 5              | 0              | 4              | 9              | 192            | 134            | 0       | 2       | 2       | 22      | 47      | Terzo posto nel Girone 1 di qualificazione | [ 4 ]            |
| 2015     | 6              | 0              | 3              | 9              | 227            | 96             | 0       | 1       | 1       | 20      | 36      | Semifinale                                 | Køge Marines     |
| 2016     | 10             | 0              | 0              | 10             | 384            | 73             | 2       | 0       | 2       | 68      | 14      | Promossi                                   | Avedøre Monarchs |
| Totale   | 21             | 0              | 7              | 28             | 803            | 303            | 2       | 3       | 5       | 110     | 97      |                                            |                  |

Fonti: Enciclopedia del Football - A cura di Roberto Mezzetti

###### Danmarksserien
| Stagione | regular season | regular season | regular season | regular season | regular season | regular season | playoff | playoff | playoff | playoff | playoff | playoff   | playoff           |
|          | Vin            | Par            | Per            | Tot            | PF             | PS             | Vin     | Per     | Tot     | PF      | PS      | risultato | avversaria        |
| -------- | -------------- | -------------- | -------------- | -------------- | -------------- | -------------- | ------- | ------- | ------- | ------- | ------- | --------- | ----------------- |
| 2012     | 9              | 0              | 1              | 10             | 370            | 78             | 0       | 1       | 1       | 33      | 35      | Wild Card | Slagelse Wolfpack |
| 2013     | 8              | 0              | 2              | 10             | 412            | 156            | 0       | 1       | 1       | 6       | 14      | Wild Card | USG Cougars       |
| Totale   | 17             | 0              | 3              | 20             | 782            | 234            | 0       | 2       | 2       | 39      | 49      |           |                   |

Fonti: Enciclopedia del Football - A cura di Roberto Mezzetti

### Riepilogo fasi finali disputate
| Anno              | Luogo      | Evento                | Fase del torneo      | Incontro                              | Risultato |
| 15 settembre 2012 | Odense     | Danmarksserien        | Wild Card            | Odense Thrashers - Slagelse Wolfpack  | 33 - 35   |
| 22 settembre 2013 | Odense     | Danmarksserien        | Wild Card            | Odense Thrashers - USG Cougars        | 6 - 14    |
| 19 settembre 2015 | Køge       | 2. division           | Semifinale           | Køge Marines - Odense Thrashers       | 36 - 20   |
| 24 settembre 2016 | Hvidovre   | 2. division           | Spareggio promozione | Avedøre Monarchs - Odense Thrashers   | 6 - 46    |
| 30 settembre 2017 | Copenaghen | Kvalifikations Ligaen | Spareggio promozione | Copenhagen Tomahawks - Odense Badgers | 14 - 7    |
| 25 settembre 2021 | Herlev     | 1. division           | Semifinale           | Herlev Rebels - Odense Badgers        | 12 - 7    |
| 23 settembre 2023 | Herlev     | 1. division           | Semifinale           | Herlev Rebels - Odense Badgers        | 41 - 14   |

## Palmarès
- 1 Campionato di 2º livello (2018)